# Pałac myśliwski w Brzozie
Pałac myśliwski w Brzozie – zabytkowy pałac położony nad Notecią, w pobliżu wsi Brzoza.

## Położenie
Pałacyk myśliwski zlokalizowany jest na niewielkim, sztucznym wzniesieniu, kilkadziesiąt metrów na wschód od Nowego Kanału Noteckiego. Znajduje się w miejscowości zwanej Mochyłek (Mochylec) należącej do sołectwa Brzoza. Około 1 km na północ od obiektu znajduje się rezerwat przyrody Dziki Ostrów (objęta ochroną dąbrowa świetlista), około 3 km na północnym zachodzie – wieś Brzoza, a około 1 km na wschód – Chmielniki nad jeziorem Jezuickim. W sąsiedztwie pałacu znajdują się starorzecza Noteci, odcięte podczas budowy Nowego Kanału Noteckiego. Do obiektu można dojechać od strony stacji w Chmielnikach (około 2 km w kierunku zachodnim).

## Historia
Pałacyk wybudowano pod koniec XIX wieku przez nieznanego artystę (mógł nim był Korneli Gabrielski, który w dobrach lubostrońskich przez kilka lat był budowniczym) na terenie leśnictwa Wałownica, w majątku należącym do rodziny Skórzewskich. Ówczesnym właścicielem klucza łabiszyńskiego był Leon hrabia Drogosław Skórzewski (zm. 1903). 
Obiekt służył za rezydencję w czasie wypraw myśliwskich lub rekreacyjnych rodziny właściciela majątku. Główna rezydencja rodu Skórzewskich w Lubostroniu powstała w 1800 roku według projektu architekta Stanisława Zawadzkiego. Pałacyk myśliwski w Brzozie-Mochyłku ma cechy stylu gotyzujących siedzib dworskich. Główne wejście do pałacu było od strony zachodniej i prowadziło do sali ozdobionej myśliwskimi trofeami. Kuchnia znajdowała się od strony południowo-wschodniej z przejściem do salonu myśliwskiego. W sąsiedztwie znajdowała się studnia i budynek gospodarczy. Materiał do budowy pałacu i pozostałych obiektów dostarczano furmankami z cegielni łabiszyńskiej, istniejącej od XVIII wieku. Polowania odbywały się od wczesnej wiosny do końca grudnia. Hrabia Leon Skórzewski lubił polowania, ale ze względu na swoje kalectwo (garb z przodu i z tyłu) polował raczej na drobną zwierzynę. W nadnoteckich mokradłach i lasach gnieździło się wiele ptactwa. Polowano m.in. na bażanty, kuropatwy, żurawie, czaple, czarne bociany, derkacze, jarząbki, bekasy, kaczki. Po zakończonym polowaniu urządzano uczty myśliwskie, zaś część ubitej zwierzyny rozdawano w prezencie podwładnym. Po śmierci Leona Skórzewskiego w 1903 r. właścicielami pałacu byli hr. Witold Skórzewski, a od 1912 r. jego syn Zygmunt Skórzewski. 
W okresie zaborów miejsce, na którym zbudowano pałac zwany był Mochelkenberg. W okresie międzywojennym pałac był siedzibą zarządcy majątku Skórzewskich. W czasie okupacji w pałacu mieszkał Niemiec - Oskar Krüger. Po II wojnie światowej został przejęty przez Państwowy Fundusz Ziemi i był użytkowany jako budynek mieszkalny. Lokatorzy adaptowali wnętrza na cele mieszkalne, lecz nie przeprowadzali żadnych remontów, co doprowadziło obiekt do ruiny. W latach 80. XX w. w pałacu były dziury w dachu łatane słomą, powybijane okna, drzwi wejściowe bez zamka przymykanie na łańcuch itp. W 1986 roku obiekt został zakupiony przez osobę prywatną. Lokatorzy wyprowadzili się po otrzymaniu spółdzielczych mieszkań. W 1991 r. w uzgodnieniu z konserwatorem zabytków rozpoczęto generalny remont, wprowadzając jednocześnie wiele zmian. Nie doprowadziły one jednak do większych zmian w zewnętrznej formie budynku.

## Architektura
Budynek jest jednokondygnacyjny, ceglany, z ośmioboczną, dwukondygnacyjną wieżą widokową w narożniku. Stylistycznie forma budowli odpowiada eklektyzmowi z elementami neogotyku angielskiego. Nakryty wysokim dwuspadowym dachem krytym gontem, z wysokimi sterczynami w elewacji północnej. Szczyty budynku są wysokie zakończone flankami. Wielopołaciowy dach kryty jest łupkiem grafitowym.